# В'їзний стелаж

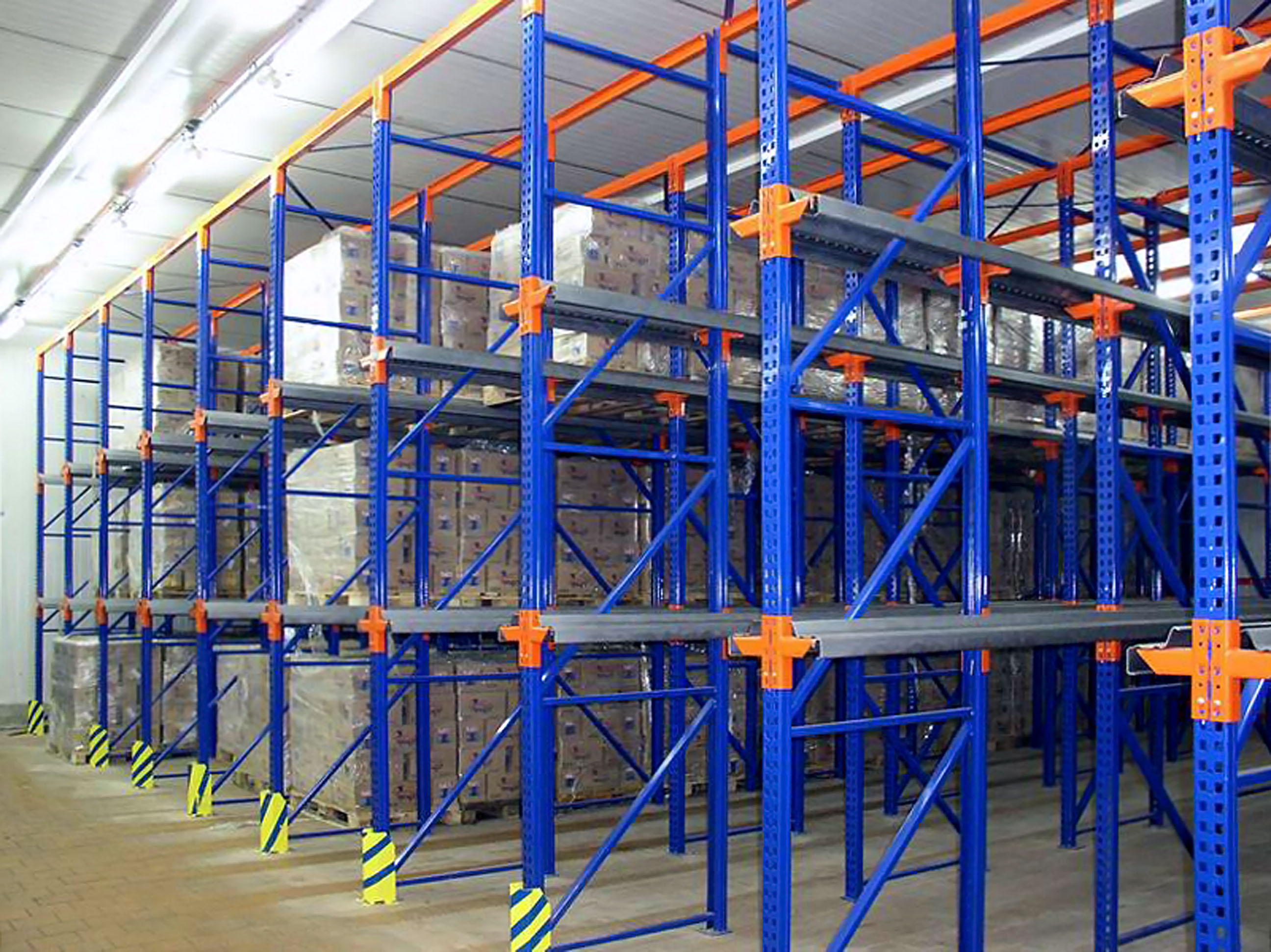

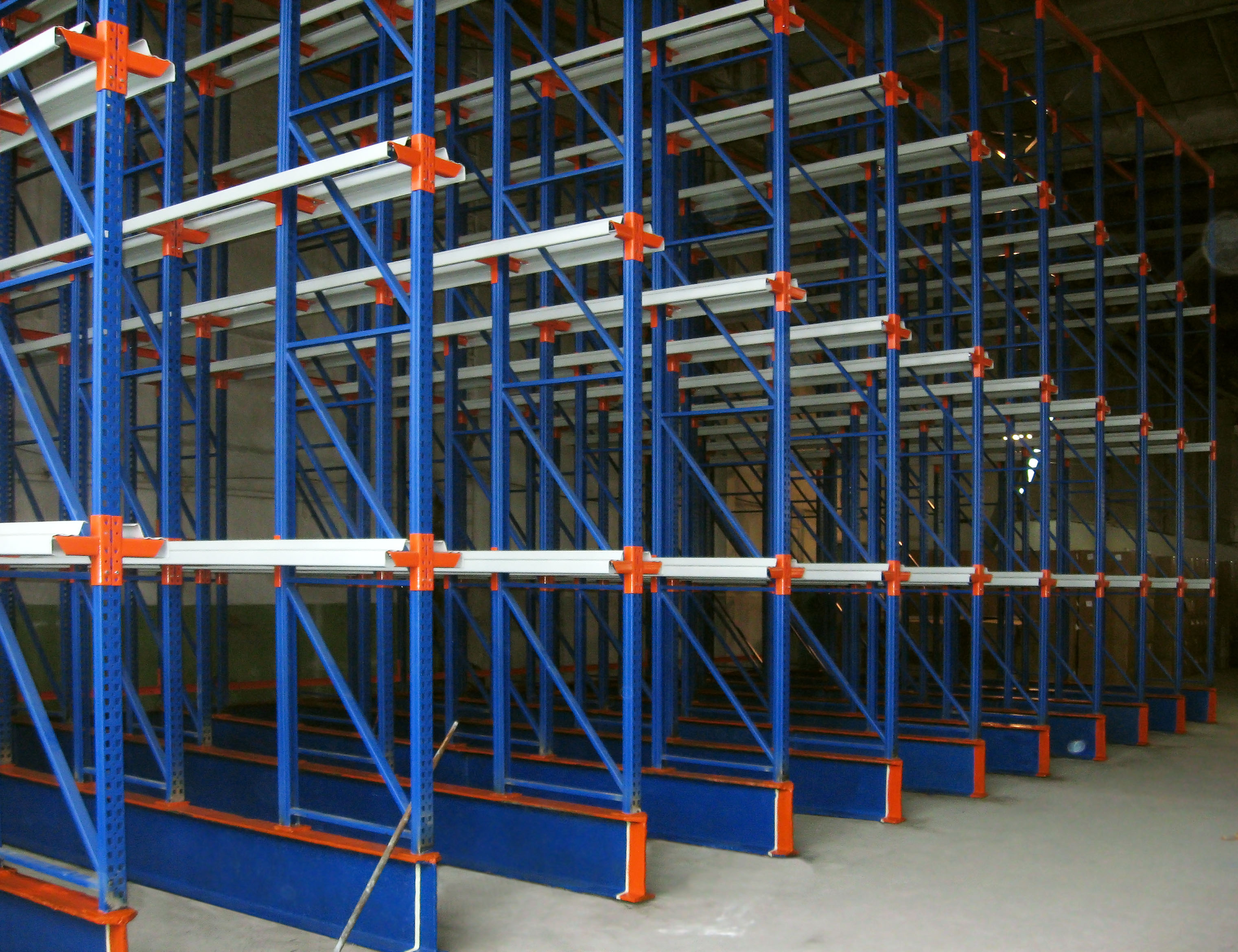
В'їзний стелаж

В'їзний стелаж (глибинний, набивний, drive-in) — це палетна металева конструкція, при роботі з якою техніка заїжджає прямо вглиб стелажної системи
Глибинні палетні стелажі призначені для складування великих об'ємів однотипних товарів із низьким коефіцієнтом оборотності, коли швидке завантаження / вивантаження і безпосередній доступ до будь-якого піддона не є вирішальними факторами. В'їзні стелажі характеризуються економією площі складських приміщень, коефіцієнт використання площі досягає 80%. В основному стелажі drive-in використовуються для складування товарів з тривалим терміном зберігання, наприклад у харчовій або фармацевтичній галузях. Даний тип також використоується для зберігання продукції, що характеризується сезонним попитом, для створення буферних запасів. Глибинні стелажі забезпечують безпечне блокове складування крихкої продукції або не пристосованої для штабелювання одна поверх іншої.
В'їзні стелажі характеризуються високою компактністю зберігання за рахунок видалення проходів між рядами, а вантажна техніка заїжджає вглиб стелажної системи. 
Основні елементи в'їзного стелажа — це вертикальні рами і горизонтальний тримальний елемент або рейки. Рами кріпляться між собою стяжками для більшої міцності конструкції.
За принципом обробки вантажів є два види в'їзних стелажів:
- Drive-in — обробка за принципом «LIFO» (останнім прийшов, першим вийшов) коли завантаження і вивантаження палет проводиться з одного торця стелажа.
- Drive Thru — вантажі обробляються за принципом «FIFO» (першим прийшов, першим пішов), палети завантажуються на в'їзні стелажі з одного боку, а вивантажуються із протилежного.

У першому випадку піддон, який був встановлений першим, буде відвантажено останнім. Цей спосіб підходить для зберігання однотипного товару з великим терміном придатності. У другому випадку піддон, розміщений першим, буде першим і відвантажений, що важливо при роботі з продукцією високої оборотності. Це збільшує швидкість обробки вантажу, але знижує коефіцієнт використання ємності складу.